# Roger Gracie
Roger Gracie Gomes (Rio de Janeiro, 26 de setembro de 1981) é um lutador de Jiu-jitsu brasileiro e de MMA. Roger é um dos mais bem-sucedidos lutadores de Jiu-jitsu brasileiro e Submission wrestling. Foi o primeiro tri-campeão mundial de Jiu-Jitsu na categoria absoluto.

## Biografia
Roger Gracie Gomes é filho de Reyla Gracie (filha de Carlos Gracie) e Maurício Motta Gomes (um dos 6 faixa-preta do lendário Rolls Gracie) e membro da Família Gracie e irmão do tambem faixa preta Pedro Bianco.
Em 2000, no mesmo ano que Roger Gracie ganhou um campeonato mundial, Gracie, de 18 anos, foi preso pela Polícia Civil do Rio de Janeiro junto com outros três lutadores de Jiu-Jitsu (Rafael Lima, Rafael Ramos e Murilo Carvalho), por supostamente atirar com armas de paintball e balas de borracha contra três travestis em uma parada de ônibus. Roger Gracie não foi condenado, mas o incidente levou sua mãe a mandá-lo para Londres para morar com seu pai, que havia se mudado para a Inglaterra para montar a primeira academia Gracie Barra no Reino Unido.
Roger Gracie Academy tem sede em Londres e faz parte de um conjunto de equipes da Família Gracie, denominado "RGA": Renzo Gracie Team, Ryan Gracie Team, Rilion Gracie Team, Ralph Gracie e Roberto Gordo. A Família unida com suas equipes, reúne quase 250 filiais espalhadas pelo Brasil e em todo o mundo, treinando lutadores e competindo em alto nível tanto no Jiu Jitsu como no MMA.

## Brazilian Jiu-Jitsu
Roger começou a treinar em campeonatos como adolescente após começar seus treinos com seu tio Rilion Gracie. Em 1999 as 18 anos conquistou o Campeonato Brasileiro de Jiu-Jitsu lutando na categoria faixa-azul no peso médio e no ano seguinte, Gracie conquistou o Campeonato Pan-Americano, seguido do Campeonato Mundial de Jiu-Jitsu, ambos no meio-pesado faixa-azul.
Em 2004, Roger protagonizou uma luta memorável contra Ronaldo "Jacaré" na final da categoria absoluto do Campeonato Mundial de Jiu-Jitsu. O membro da família Gracie encaixou uma chave de braço em Jacaré, que se recusou a desistir, resultando em uma lesão.
Em 2005 foi campeão na categoria (até 98 kg) e no absoluto do prestigiado Abu-Dhabi Combat Contest (ADCC).
Em 2010, consagrou-se o primeiro tri-campeão mundial de Jiu-Jitsu na categoria absoluto.  Hoje, Roger tem dez títulos mundiais de Jiu Jitsu, só na faixa preta. 

### Metamoris
Roger lutou no Metamoris (competição de grappling) em outubro de 2012. Na ocasião, ele enfrentou o também multi-campeão em jiu-Jitsu, Marcus "Buchecha" Almeida. Após 20 minutos sem finalização, a luta terminou empatada. 

### Gracie pro
O evento de Jiu-Jitsu Gracie Pro realizado em 2017 na cidade do Rio de Janeiro, em sua primeira edição, que teve como um dos principais combates do evento, os atletas da modalidade Roger Gracie x Marcus ‘Buchecha', terminado com a vitória de Roger Gracie.

## Mixed Martial Arts

### Strikeforce
Roger Gracie estreou no MMA em 2006 e venceu suas quatro primeiras lutas por finalização, na categoria meio-pesado (até 93 kg) do Strikeforce.
Em 2011 enfrentou o ex-campeão meio-pesado do Strikeforce, Muhammed Lawal, perdendo pela primeira vez na categoria por nocaute, após ser atingido com um soco de direita do americano aos aos 4m33s do primeiro round, que deixou Roger estirado no chão. A primeira derrota no octógono levou Roger a repensar sua estratégia de luta.
Após sua primeira derrota no MMA, Roger decidiu baixar da categoria meio-pesado (até 93 kg) para a peso-médio (até 84 kg), fazendo sua estréia contra o americano Keith Jardine no dia 14 de julho de 2012. Roger foi muito superior ao seu adversário derrubando Jardine nos dois primeiros rounds. O americano, no entanto, conseguiu evitar todas as tentativas de finalização do brasileiro e Roger acabou vencendo por decisão dos juízes.
Após vencer Jardine, em sua segunda luta nos médios Roger enfrentou Anthony Smith em 12 de janeiro de 2013 no Strikeforce: Marquardt vs. Saffiedine e venceu por finalização no segundo round.

### UFC
Após a venda do Strikeforce para a Zuffa, LLC, os lutadores do Strikeforce migraram para o UFC, entre eles Roger.
Roger fez sua estréia no UFC contra o ex-desafiante ao Cinturão Peso Médio do Strikeforce, Tim Kennedy em 6 de julho de 2013 no UFC 162 e perdeu por decisão unânime. Com a fraca atuação no UFC 162, onde nitidamente sentiu o corte de peso, Dana White preferiu não renovar o contrato do brasileiro, que acabou demitido do UFC logo em sua estréia. Após esta derrota o lutador se afastou das competições por 15 meses, até assinar com o OneFC.

### ONE FC
Roger fez seu retorno para o MMA, após deixar o UFC, em 5 de dezembro de 2014 no ONE FC: 23 contra o ex-UFC, James McSweeney. Roger venceu McSweeney por nocaute técnico após acertar um knockdown com um chute frontal e completar com socos no ground and pound.
Em 06 de maio de 2016, Roger enfrentou o polonês Michal Pasternak pelo ONE CHAMPIONSHIP 42: ASCENT TO POWER. A luta foi válida pelo título dos Meio Pesados. Roger venceu o polonês (até então invicto) com uma finalização (katagatame) aos 2:15 do 1º round, sagrando-se campeão da categoria.

## Resultados em torneios

### ADCC World Submission Wrestling Championships
ADCC 2007
- Superfight Champion

ADCC 2005
- 88–98 kg: 1º Lugar
- Openweight: 1º Lugar

ADCC 2003
- 88–98 kg: 1º Lugar

### Campeonato Mundial de Jiu-Jitsu (CBJJ)
| Ano  | Faixa  | Peso     | Resultado |
| ---- | ------ | -------- | --------- |
| 2010 | Preta  | -97 kg   | 1º Lugar  |
| 2010 | Preta  | Absoluto | 1º Lugar  |
| 2009 | Preta  | -97 kg   | 1º Lugar  |
| 2009 | Preta  | Absoluto | 1º Lugar  |
| 2008 | Preta  | +97 kg   | 1º Lugar  |
| 2008 | Preta  | Absoluto | 2° Lugar  |
| 2007 | Preta  | -97 kg   | 1º Lugar  |
| 2007 | Preta  | Absoluto | 1º Lugar  |
| 2006 | Preta  | -97 kg   | 1º Lugar  |
| 2006 | Preta  | Absoluto | 2º Lugar  |
| 2005 | Preta  | -97 kg   | 1º Lugar  |
| 2005 | Preta  | Absoluto | 2º Lugar  |
| 2004 | Preta  | -97 kg   | 1º Lugar  |
| 2004 | Preta  | Absoluto | 2º Lugar  |
| 2003 | Preta  | Absoluto | 2º Lugar  |
| 2002 | Marrom | -91 kg   | 1º Lugar  |
| 2002 | Marrom | Absoluto | 1º Lugar  |
| 2001 | Roxa   | -85 kg   | 1º Lugar  |
| 2000 | Azul   | -85 kg   | 1º Lugar  |

### CBJJ Pan American Championships
2006
- Black Belt -97 kg: 2º Lugar
- Black Belt Open Weight: 1º Lugar

2002
- Brown Belt -91 kg: 1º Lugar
- Brown Belt Open Weight: 1º Lugar

2001
- Purple Belt -85 kg: 1º Lugar

2000
- Blue Belt -85 kg: 1º Lugar

1999
- Blue Belt -79 kg: 2º Lugar

### Campeonato Brasileiro (CBJJ)
| Ano  | Faixa  | Peso   | Resultado |
| ---- | ------ | ------ | --------- |
| 2001 | Marron | -91 kg | 1º Lugar  |
| 1999 | Azul   | -79 kg | 1º Lugar  |

### Campeonato Europeu (IBJJF)
| Ano  | Faixa | Peso     | Resultado |
| ---- | ----- | -------- | --------- |
| 2005 | Preta | -97 kg   | 1º Lugar  |
| 2005 | Preta | Absoluto | 1º Lugar  |

## Cartel no MMA
| Res.    | Cartel | Oponente         | Método                   | Evento                                | Data       | Round | Tempo | Local                         | Notas                                                 |
| ------- | ------ | ---------------- | ------------------------ | ------------------------------------- | ---------- | ----- | ----- | ----------------------------- | ----------------------------------------------------- |
| Vitória | 8-2    | Michal Pasternak | Finalização (katagatame) | ONE CHAMPIONSHIP 42                   | 06/05/2016 | 1     | 2:15  | Singapura                     | Conquistou o cinturão Meio Pesado do One Championship |
| Vitória | 7-2    | James McSweeney  | Nocaute Técnico          | ONE FC 23: WARRIORS WAY               | 05/12/2014 | 3     | 3:15  | Filipinas                     | Estreia no ONE FC.                                    |
| Derrota | 6-2    | Tim Kennedy      | Decisão (unânime)        | UFC 162: Silva vs. Weidman            | 06/07/2013 | 3     | 5:00  | Las Vegas, Nevada             | Estréia no UFC.                                       |
| Vitória | 6-1    | Anthony Smith    | Finalização (katagatame) | Strikeforce: Marquardt vs. Saffiedine | 12/01/2013 | 2     | 3:16  | Oklahoma City, Oklahoma       |                                                       |
| Vitória | 5-1    | Keith Jardine    | Decisão (unânime)        | Strikeforce: Rockhold vs. Kennedy     | 14/07/2012 | 3     | 5:00  | Portland, Oregon              | Estréia nos Médios.                                   |
| Derrota | 4-1    | Muhammed Lawal   | Nocaute (socos)          | Strikeforce: Barnett vs. Kharitonov   | 10/09/2011 | 1     | 4:33  | Cincinnati, Ohio              |                                                       |
| Vitória | 4-0    | Trevor Prangley  | Finalização (mata leão)  | Strikeforce: Diaz vs. Cyborg          | 29/01/2011 | 1     | 4:19  | San Jose, California          |                                                       |
| Vitória | 3-0    | Kevin Randleman  | Finalização (mata leão)  | Strikeforce: Heavy Artillery          | 15/05/2010 | 2     | 4:10  | St. Louis, Missouri           | Estréia nos Meio Pesados                              |
| Vitória | 2-0    | Yuki Kondo       | Finalização (mata leão)  | Sengoku 2                             | 18/05/2008 | 1     | 2:40  | Tóquio                        |                                                       |
| Vitória | 1-0    | Ron Waterman     | Finalização (armlock)    | BodogFight: USA vs. Russia            | 02/12/2006 | 1     | 3:38  | Vancouver, Columbia Britânica |                                                       |